# 数学の競技
数学の競技（すうがくのきょうぎ）は、数学の問題を解くことを競うゲーム。複数の選択肢を選ぶ方法や、数値や数式の記入、証明の記述などがある。勝敗の基準は問題を解くまでの時間や方法、難問の場合は解くこと自体が加点とする。かつてルネサンス期のイタリアでは、代数方程式を解く数学競技が流行し、秘術とされた解法公式が世に出るきっかけとなり、その後の天文学や物理学の発展に大いに貢献した。

## 「数学の競技」の大会の一覧

### 国際大会（数学オリンピック）
現代の数学の競技には以下のものがある。
- 国際数学オリンピック（IMO）
- アジア太平洋数学オリンピック（APMO）
- ヨーロッパ女子数学オリンピック（EGMO）

### 国内大会
主に整数問題、幾何、組合せ、式変形などが題材とされているものが多い。
- 日本数学オリンピック（JMO） - 国際数学オリンピックおよびヨーロッパ女子オリンピックの予選
- 日本ジュニア数学オリンピック（JJMO）
- 広中杯
- ジュニア広中杯
- 近畿大学数学コンテスト
- 人の最大の力を競う算数・数学の大会
- OnlineMathContest

算数の競技としては、以下のものがある。
- 算数オリンピック
- ジュニア算数オリンピック